# Валденго
Валдѐнго (на италиански: Valdengo; на пиемонтски: Valdengh, Валденг) е малко градче и община в Северна Италия, провинция Биела, регион Пиемонт. Разположено е на 285 m надморска височина. Населението на общината е 2518 души (към 2010 г.).